# Mesostruma laevigata
Mesostruma laevigata är en myrart som beskrevs av Brown 1952. Mesostruma laevigata ingår i släktet Mesostruma och familjen myror. Inga underarter finns listade i Catalogue of Life.

## Bildgalleri

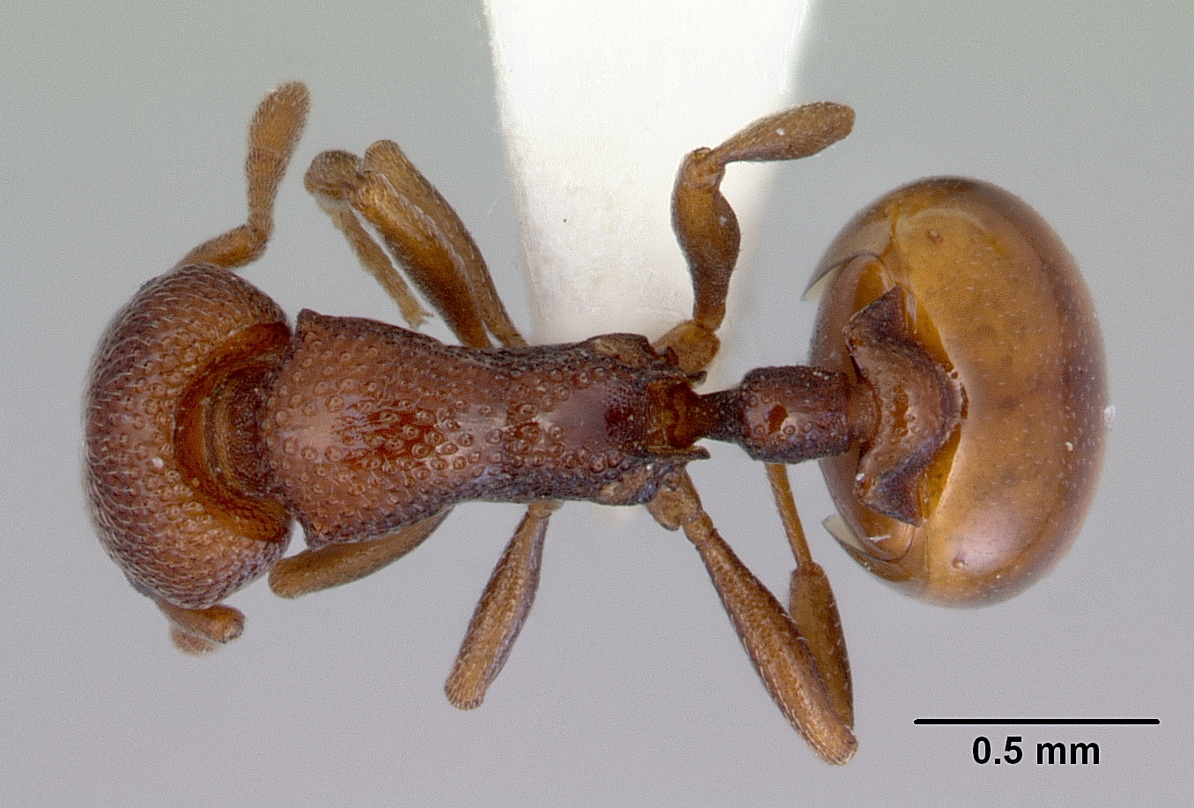
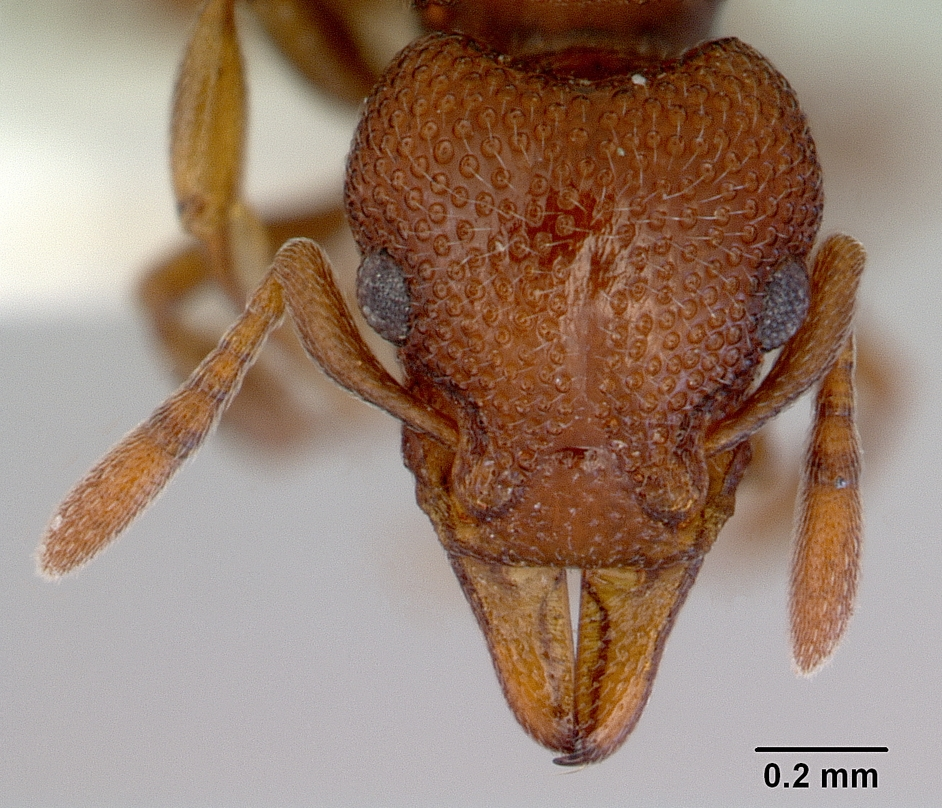
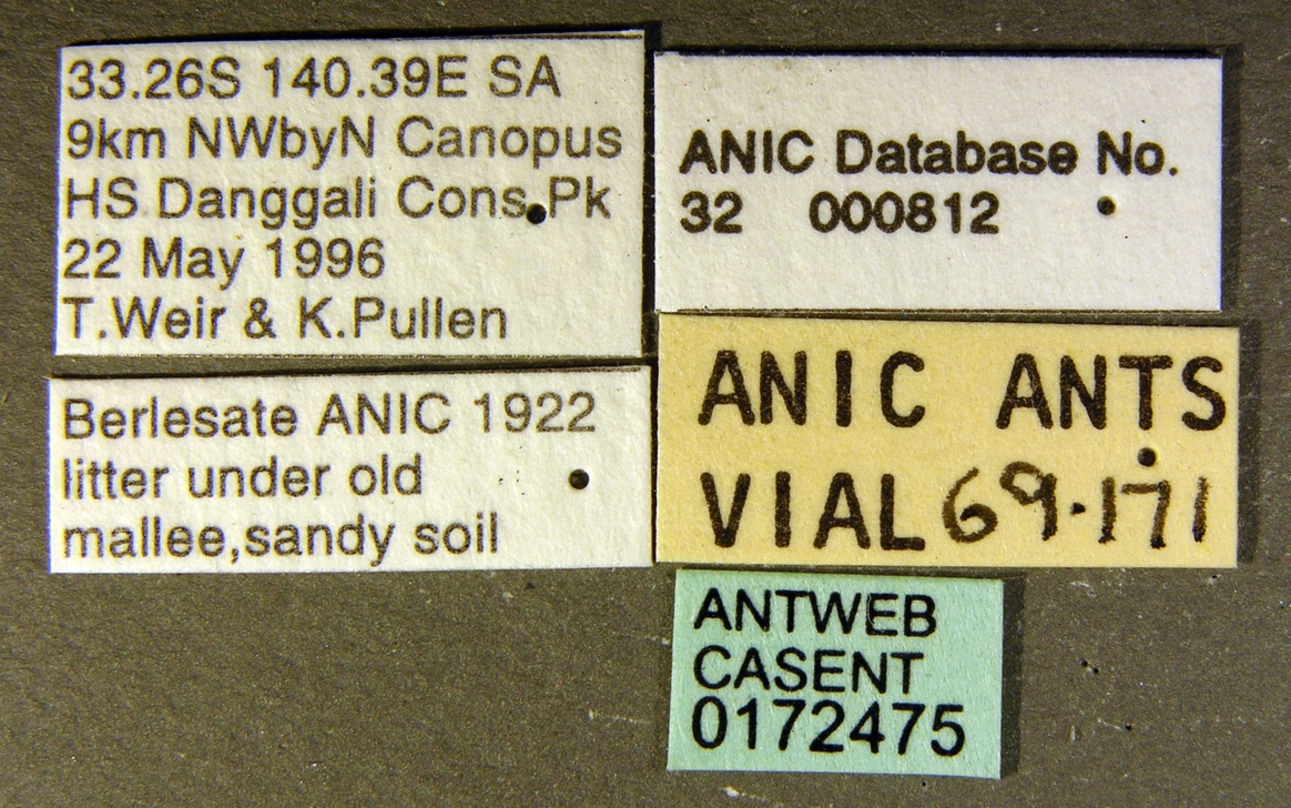
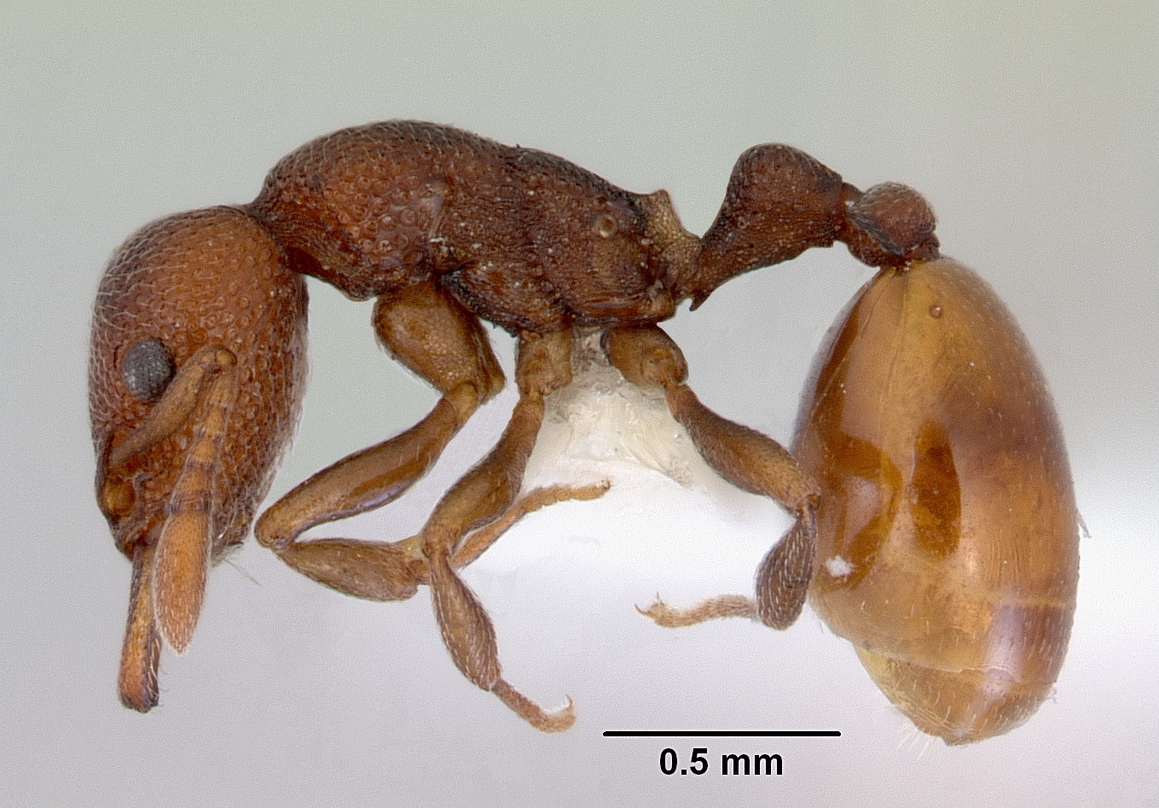
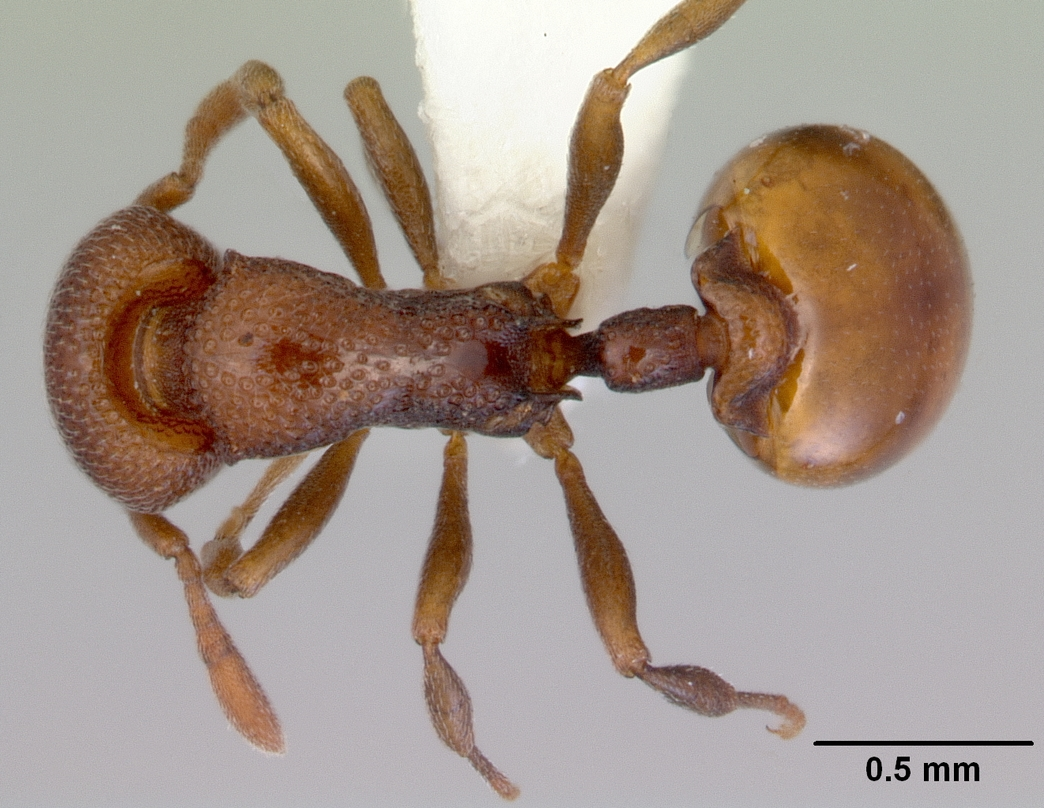
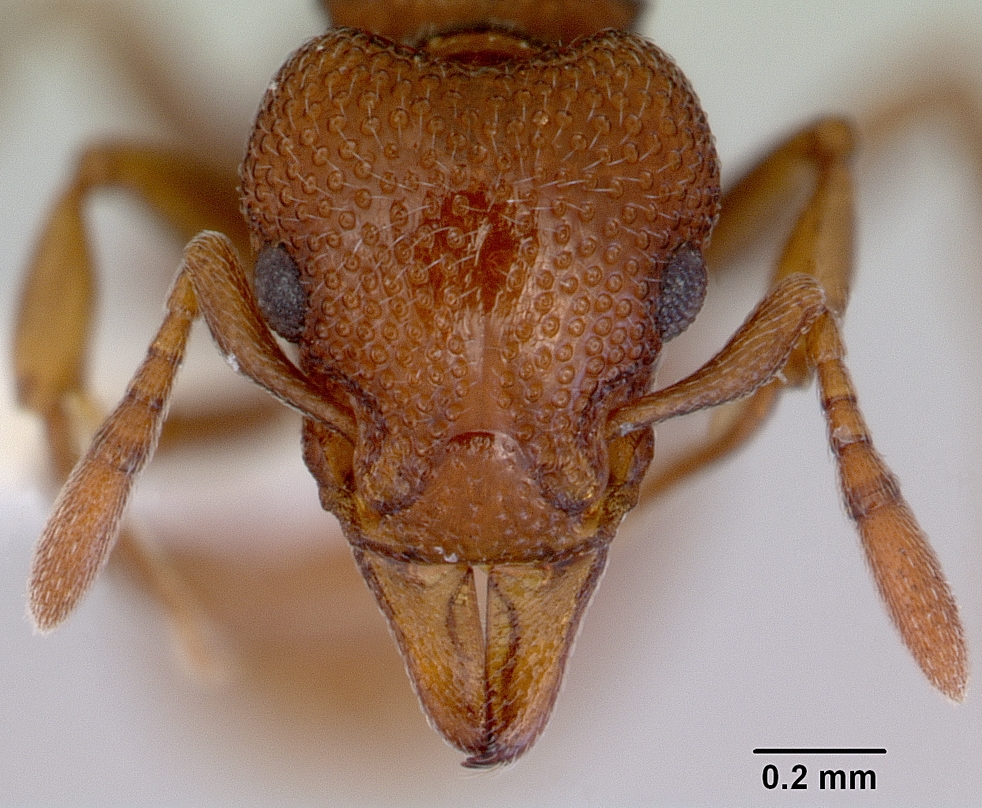